# Коста, Оронцо Габриеле
Оронцо Габриеле Коста (итал. Oronzo Gabriele Costa; 26 августа 1787[…], Алессано, Апулия — 7 ноября 1867, Неаполь) — итальянский зоолог, специализировавшийся на энтомологии. Член Королевской академии наук Италии и Академии Понтаниана.

## Биография
Родился 26 августа 1787 года в Алессано, в семье Доменико и Виты Манера. В 1808 году он переехал в Неаполь, где учился медицине в Неаполитанском университете. После его окончания вернулся в Лечче, где практиковал в студии Паскуале Манни, который познакомил Оронцо с ботаникой и естественной историей.
Из-за политических преследований за приверженность конституционному правительству 1820—1821 годов Коста вернулся в Неаполь, заняв кафедру зоологии в Неаполитанском университете. В 1849 году, опять же из-за своих либеральных политических идей, он был снят с должности, на которую был возвращён только после объединения Италии.
Он отвечал за создание «Экономического метеорологического журнала» (двадцатые годы девятнадцатого века) и Академии естесствоиспытателей (1841).
Его сын Акилле сменил его на кафедре зоологии Неаполитанского университета.
Оронцо Габриеле Коста умер в Неаполе 7 ноября 1867 года.

## Труды
- Fauna Vesuviana (1827).
- Fauna di Aspromonte (1828).
- Fauna del Regno di Napoli.